# La filla del rei barbut
La filla del rei barbut és una òpera bufa composta per Matilde Salvador sobre un llibret de Manuel Segarra, basat en els relats de la mitologia local del llibre Tomba Tossals de Josep Pasqual Tirado. Es va estrenar el 31 de març de 1943 en el Teatre Principal de Castelló, després de superar les dificultats de la censura, ja que no s'admetia en aquell moment un text que no fos el castellá.. Dirigida pel marit de la compositora, Vicente Asensio Ruano
És una comèdia folklòrica de la plana castellonense per a representar en retaule de ninots i titelles, a la memòria de J.Pascual Tirado pare de "Tomba Tossals".
L'opera de Matilde Salvador entra dins la tradició tonal-modal de la lírica. «No es una òpera comercial. Està composta una mica contra els cantors i més en funció del text. Pretenia reformar el valor expressiu del text», va explicar na Matilde Salvador.
La música s'inspira en melodies populars i cançons sofisticades i molt estilitzades, conservant l'essència d'aquestes. Aquesta línia està dintre de la música de Matilde Salvador, que si pot resoldre l'harmonització amb tres notes no n'usa quatre. Està vinculada als corrents culturals o de pensament entre el Neoclassicisme, l'Impressionisme, el Nacionalisme en la estela del Retablo de Falla i dintre dels tres moviments que defineixen a la Generació del 27 a la qual pertany.
En la primera representació es van utilitzar marionetes per escenificar l'acció.